# Open proxy
Open proxy – typ serwera pośredniczącego (serwera proxy) dostępnego dla wszystkich użytkowników sieci Internet. 
Serwery tego typu są instalowane jako serwery pośredniczące dla wybranej grupy użytkowników, jednak czasem (najczęściej wskutek błędnej konfiguracji) są dostępne dla wszystkich jako serwery publiczne. 
Używanie open proxy pozwala zamaskować prawdziwy adres IP, co może służyć ukrywaniu pierwotnego adresu IP nadawcy, na przykład w celu ominięcia ograniczeń (np. filtrów, blokad) narzucanych przez drugą stronę transmisji w Internecie. 